# Насосная установка
Насосные установки предназначены для нагнетания в нефтяные и газовые скважины различных жидкостей при цементировании, гидравлическом разрыве пластов, гидропескоструйной перфорации, кислотной обработке призабойной зоны, промывке песчаных пробок, а также при проведении других промывочно-продавочных работ. Насосные установки укомплектованы насосами высокого давления; смонтированы на шасси автомобилей, на тракторах и на специальных рамах.

## Составляющие насосной установки
Можно указать, что насосная установка имеет следующие элементы: гидробаки (гидроемкости); гидролинии (магистрали, трубопроводы); контрольно-измерительное оборудование (манометры, расходомеры, электроизмерительные приборы); пускорегулирующее оборудование (вентили, задвижки, устройства электрооборудования); противопожарное оборудование; вспомогательное оборудование (тали, кран-балки). Состав сооружений, тип и количество основного и вспомогательного оборудования насосной установки определяется исходя из назначения насосной установки.

## Принцип работы насосной установки
В насос помещается рабочее колесо с лопатками. При вращении колеса двигателем жидкость, поступающая к центру колеса из заборного резервуара через всасывающий трубопровод и открытую задвижку , центробежной силой выбрасывается по лопаткам на периферию корпуса. В результате в центре рабочего колеса создается разрежение, жидкость засасывается в насос, снова выбрасывается лопатками колеса на периферию корпуса и далее подается в напорный трубопровод. Таким образом, в системе при открытой задвижке создается непрерывное течение жидкости и центробежный насос имеет равномерный ход. Перед пуском центробежный насос нужно заполнить жидкостью.
Если насос расположен ниже уровня жидкости, то для его заливки достаточно открыть вентиль. Если же насос находится выше уровня перекачиваемой жидкости, то для заливки требуется создать разрежение внутри корпуса насоса при помощи специального вакуум-насоса, в качестве которых обычно применяют поршневого насоса. В последнее время для заливки таких насосов стали применять аккумуляторные баки. Такой бак устанавливается выше уровня насоса, через него проходит всасывающий трубопровод, и после остановки насос оказывается залитым жидкостью, как если бы он находился ниже заборного резервуара. После заливки корпуса насоса может быть включен приводной двигатель.